# Zack Gottsagen
Zachary "Zack" Robin Gottsagen, född den 22 april 1985 i Boynton Beach i Florida, är en amerikansk skådespelare.
Gottsagen har bland annat medverkat i filmen The Peanut Butter Falcon där han spelade Zak, en av filmens huvudroller. I filmen Mörkret som faller spelade han Kenny, även det en av huvudrollerna.

## Filmografi (i urval)
- 2019 – The Peanut Butter Falcon
- 2025 – Mörkret som faller